# Bumble Bee Slim
Amos Easton (Brunswick, 7 de mayo de 1905-Los Ángeles, 8 de junio de 1968), más conocido como Bumble Bee Slim, fue un músico de blues estadounidense de la década de 1930. Algunas de sus grabaciones de aquel periodo fueron muy famosas, llegando a ser comparadas con las de otros intérpretes conocidos de blues como Big Bill Broonzy, Peetie Wheatstraw, Tampa Red, Scrapper Blackwell, Papa Charlie McCoy y Washboard Sam.